# Олимпийская сборная беженцев на летних Олимпийских играх 2016
Олимпийская сборная беженцев на летних Олимпийских играх 2016 года была представлена десятью спортсменами в трёх видах спорта.
Для попадания в данную сборную спортсмены должны были иметь высокие спортивные результаты, а также наличие статуса беженца, подтверждённого ООН.
Выступали олимпийцы-беженцы под олимпийским флагом и кодом международного олимпийского комитета ROT (Refugee Olympic Team — с англ. — «Олимпийская команда беженцев»).
Первым о возможности создания такой сборной в январе 2016 года сказал президент Международного олимпийского комитета Томас Бах. В марте МОК официально подтвердил, что сборная беженцев выступит на Олимпийских играх в Рио-де-Жанейро.

## Состав сборной
3 июня 2016 года был объявлен состав сборной беженцев на Олимпийские игры. В него вошли 10 спортсменов, которые выступили в трёх видах спорта. Главой олимпийской делегации была назначена экс-рекордсменка мира в марафоне кенийка Тегла Лорупе.
| Спортсмен             | Страна      | Место проживания | Вид спорта      | Дисциплина                    |
| --------------------- | ----------- | ---------------- | --------------- | ----------------------------- |
| Пополе Мисенга        | ДР Конго    | Бразилия         | Дзюдо           | до 90 кг, мужчины             |
| Йоланде Мабика        | ДР Конго    | Бразилия         | Дзюдо           | до 70 кг, женщины             |
| Джеймс Ньянг Чингийек | Южный Судан | Кения            | Лёгкая атлетика | бег на 400 м, мужчины         |
| Ич Пур Биль           | Южный Судан | Кения            | Лёгкая атлетика | бег на 800 м, мужчины         |
| Пауло Амотун Локоро   | Южный Судан | Кения            | Лёгкая атлетика | бег на 1500 м, мужчины        |
| Йонас Кинде           | Эфиопия     | Люксембург       | Лёгкая атлетика | марафон, мужчины              |
| Роуз Локоньен         | Южный Судан | Кения            | Лёгкая атлетика | бег на 800 м, женщины         |
| Анджелина Нада Лоалит | Южный Судан | Кения            | Лёгкая атлетика | бег на 1500 м, женщины        |
| Рами Анис             | Сирия       | Бельгия          | Плавание        | 100 м баттерфляем, мужчины    |
| Юсра Мардини          | Сирия       | Германия         | Плавание        | 200 м вольным стилем, женщины |

## Результаты соревнований

### Водные виды спорта

#### Плавание
В следующий раунд на каждой дистанции проходят спортсмены, показавшие лучший результат, независимо от места, занятого в своём заплыве.
Мужчины
| Дистанция                 | Спортсмены | Предварительный раунд | Предварительный раунд | Предварительный раунд | Полуфинал            | Полуфинал            | Полуфинал            | Финал                | Финал                |
| Дистанция                 | Спортсмены | Заплыв                | Результат             | Место                 | Заплыв               | Результат            | Место                | Результат            | Место                |
| ------------------------- | ---------- | --------------------- | --------------------- | --------------------- | -------------------- | -------------------- | -------------------- | -------------------- | -------------------- |
| 100 метров вольным стилем | Рами Анис  | 2                     | 54,25                 | 56                    | завершил выступление | завершил выступление | завершил выступление | завершил выступление | завершил выступление |
| 100 метров баттерфляем    | Рами Анис  | 2                     | 56,23                 | 40                    | завершил выступление | завершил выступление | завершил выступление | завершил выступление | завершил выступление |

Женщины
| Дистанция                 | Спортсмены   | Предварительный раунд | Предварительный раунд | Предварительный раунд | Полуфинал             | Полуфинал             | Полуфинал             | Финал                 | Финал                 |
| Дистанция                 | Спортсмены   | Заплыв                | Результат             | Место                 | Заплыв                | Результат             | Место                 | Результат             | Место                 |
| ------------------------- | ------------ | --------------------- | --------------------- | --------------------- | --------------------- | --------------------- | --------------------- | --------------------- | --------------------- |
| 100 метров вольным стилем | Юсра Мардини | 1                     | 1:04,66               | 45                    | завершила выступление | завершила выступление | завершила выступление | завершила выступление | завершила выступление |
| 100 метров баттерфляем    | Юсра Мардини | 1                     | 1:09,21               | 40                    | завершила выступление | завершила выступление | завершила выступление | завершила выступление | завершила выступление |

### Дзюдо
Соревнования по дзюдо проводились по системе с выбыванием. В утешительные раунды попадали спортсмены, проигравшие полуфиналистам турнира. Два спортсмена, одержавших победу в утешительном раунде, в поединке за бронзу сражались с дзюдоистами, проигравшими в полуфинале.
Мужчины
| Категория | Спортсмены     | 1/32 финала        | 1/16 финала           | 1/8 финала               | Четвертьфинал        | Полуфинал            | Финал                | Место |
| Категория | Спортсмены     | Соперник Результат | Соперник Результат    | Соперник Результат       | Соперник Результат   | Соперник Результат   | Соперник Результат   | Место |
| --------- | -------------- | ------------------ | --------------------- | ------------------------ | -------------------- | -------------------- | -------------------- | ----- |
| до 90 кг  | Пополе Мисенга | не участвовал      | INDА. Сингх В 001:000 | KORКвак Тонхан П 000:100 | завершил выступление | завершил выступление | завершил выступление | 9     |

Женщины
| Категория | Спортсмены     | 1/16 финала            | 1/8 финала            | Четвертьфинал         | Полуфинал             | Финал                 | Место |
| Категория | Спортсмены     | Соперник Результат     | Соперник Результат    | Соперник Результат    | Соперник Результат    | Соперник Результат    | Место |
| --------- | -------------- | ---------------------- | --------------------- | --------------------- | --------------------- | --------------------- | ----- |
| до 70 кг  | Йоланде Мабика | ISRЛ. Болдер П 000:110 | завершила выступление | завершила выступление | завершила выступление | завершила выступление | 17    |

### Лёгкая атлетика
Мужчины
Беговые дисциплины
| Дисциплина         | Спортсмен             | Предварительный раунд | Предварительный раунд | Полуфиналы           | Полуфиналы           | Финал                | Финал                |
| Дисциплина         | Спортсмен             | Время                 | Место                 | Время                | Место                | Время                | Место                |
| ------------------ | --------------------- | --------------------- | --------------------- | -------------------- | -------------------- | -------------------- | -------------------- |
| бег на 400 метров  | Джеймс Ньянг Чингийек | 52.89                 | 8                     | Завершил выступление | Завершил выступление | Завершил выступление | Завершил выступление |
| бег на 800 метров  | Ич Пур Биль           | 1:54.67               | 8                     | Завершил выступление | Завершил выступление | Завершил выступление | Завершил выступление |
| бег на 1500 метров | Пауло Амотун Локоро   | 4:03.96               | 11                    | Завершил выступление | Завершил выступление | Завершил выступление | Завершил выступление |

Шоссейные дисциплины
| Дисциплина | Спортсмен   | Время   | Место |
| ---------- | ----------- | ------- | ----- |
| марафон    | Йонас Кинде | 2:24:08 | 90    |

Женщины
Беговые дисциплины
| Дисциплина         | Спортсмен            | Предварительный раунд | Предварительный раунд | Предварительный раунд | Полуфиналы            | Полуфиналы            | Полуфиналы            | Финал                 | Финал                 |
| Дисциплина         | Спортсмен            | Забег                 | Время                 | Место                 | Забег                 | Время                 | Место                 | Время                 | Место                 |
| ------------------ | -------------------- | --------------------- | --------------------- | --------------------- | --------------------- | --------------------- | --------------------- | --------------------- | --------------------- |
| бег на 800 метров  | Роуз Натике Локоньен | 2                     | 2:16,64               | 61                    | Завершила выступление | Завершила выступление | Завершила выступление | Завершила выступление | Завершила выступление |
| бег на 1500 метров | Пауло Амотун Локоро  | 2                     | 4:47.38               | 14                    | Завершила выступление | Завершила выступление | Завершила выступление | Завершила выступление | Завершила выступление |